# Siux

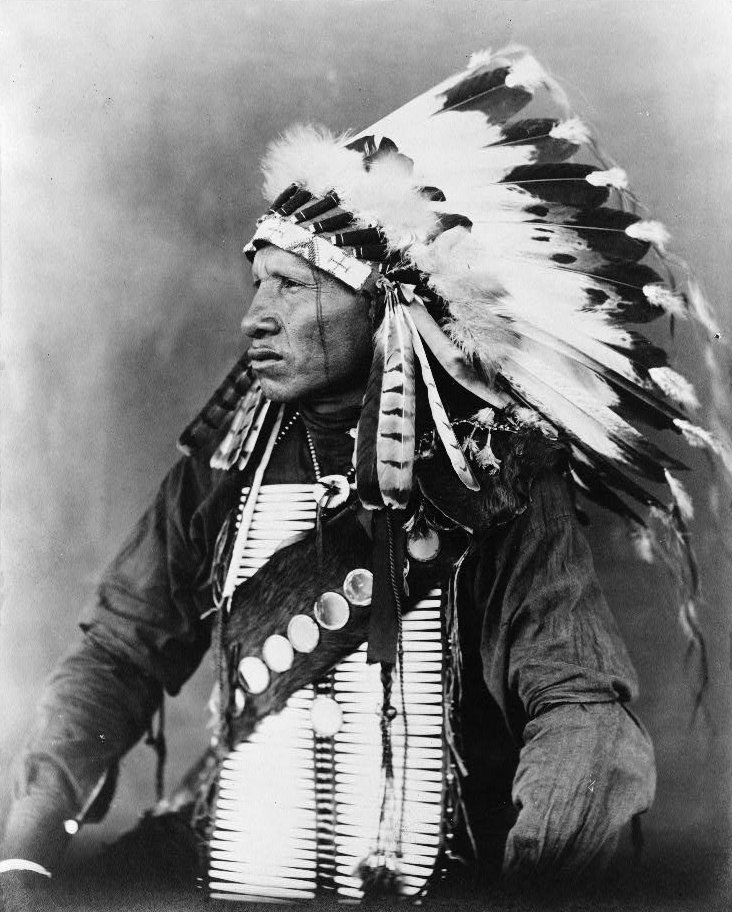
El jefe Red Bird, con vestido tradicional siux.

Los siux, también llamados sioux, dakotas, nakotas y lakotas, son un pueblo indígena americano asentado en los territorios de lo que ahora son los Estados Unidos y sur de las praderas canadienses.
El nombre siux es una forma abreviada de Nadouessioux, que fue tomada al francés canadiense como Nadoüessioüak a partir de un exónimo anterior de la tribu ojibwa, na·towe·ssiwak, sioux.
Los siux también han sido llamados dakotas por parte de antropólogos y el gobierno estadounidense, en parte debido a que durante un tiempo se pensó que el término siux tenía implicaciones peyorativas (se dijo que venía de serpiente en el idioma de los ottawa, aunque investigaciones posteriores han descartado esta posibilidad). 

## Localización

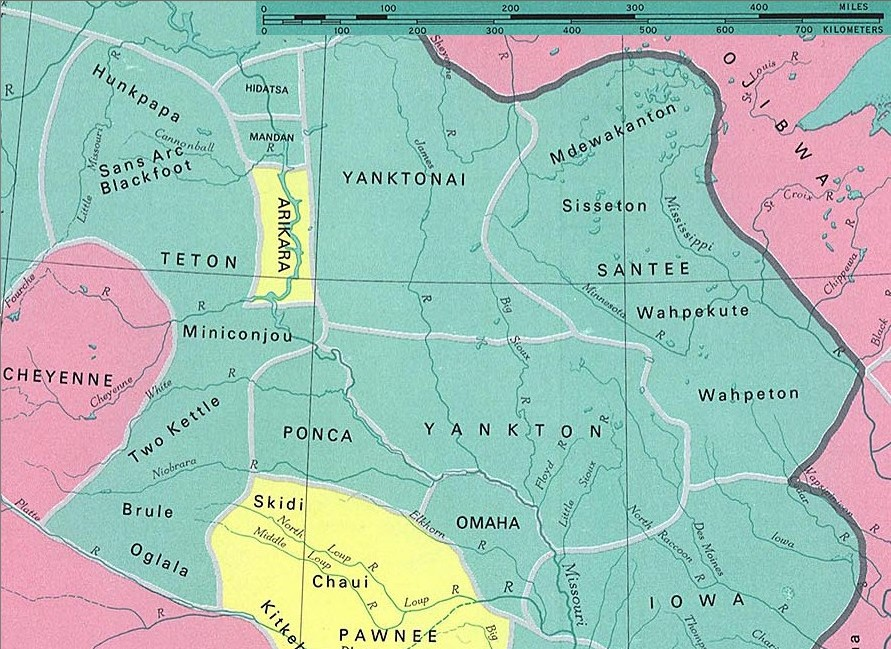
Distribución de los grupos dakota

Los siux habitaban las llanuras de Estados Unidos. Eran nómadas, se desplazaban según el movimiento de las manadas de bisontes. Sus viviendas cónicas, los tipis, resultaban perfectas para la vida nómada, ya que eran fácilmente transportables. El tipi consistía en varas largas de madera cubiertas de piel de bisonte que se podía armar y desarmar. De esto se encargaban las mujeres.
Actualmente, los siux ocupan una reserva en Nebraska (Santee Siux), una en Montana (Fort Peck), ocho en Dakota del Sur (Pine Ridge —que tiene un consejo tribal de 32 miembros—, Lower Brulé, Standing Rock, Cheyenne River, Yankton, Sisseton-Wahpeton, Crow Creek y Rosebud —que tiene uno de 22—, Flandreau Santee), dos en Dakota del Norte (Fort Totten); cuatro en Minnesota (Lower Siux, Upper Siux, Prairie Island, Shakope); cinco en Alberta (Alexis); cinco en Manitoba (Canupawakpa, Birdtail Sioux, Dakota Plains, Dakota tipi, Sioux Valley); y cinco en Saskatchewan (Wahpeton, Wood Mountain, Standing Buffalo, Whitecap).
En cuanto a la distribución de las tribus, los santee ocupan las reservas de Minnesota y Nebraska; los yanktonai, la de Montana; los yankton, Dakota del Norte; y los teton, Dakota del Sur.

## Demografía
Hacia el año 1780, se calculaba que podían ser unos 10 000 individuos. En 1849, su número se estimaba en unos 20 000, que aumentaron, a pesar de los conflictos, a unos 25 000 en 1881 y a unos 28 600 en 1910.
En 1956, había 4600 santee, 3000 wiciyela y 24 000 teton en los Estados Unidos (31 600 individuos). En 2001, había 124 551 apuntados en el rol tribal. Según el Atlas de Asher, había 20 000 lakota (de los que unos 6000 hablaban la lengua) y 23 000 santee-wiciyela (de los que unos 19 000 hablaban la lengua).

## Costumbres

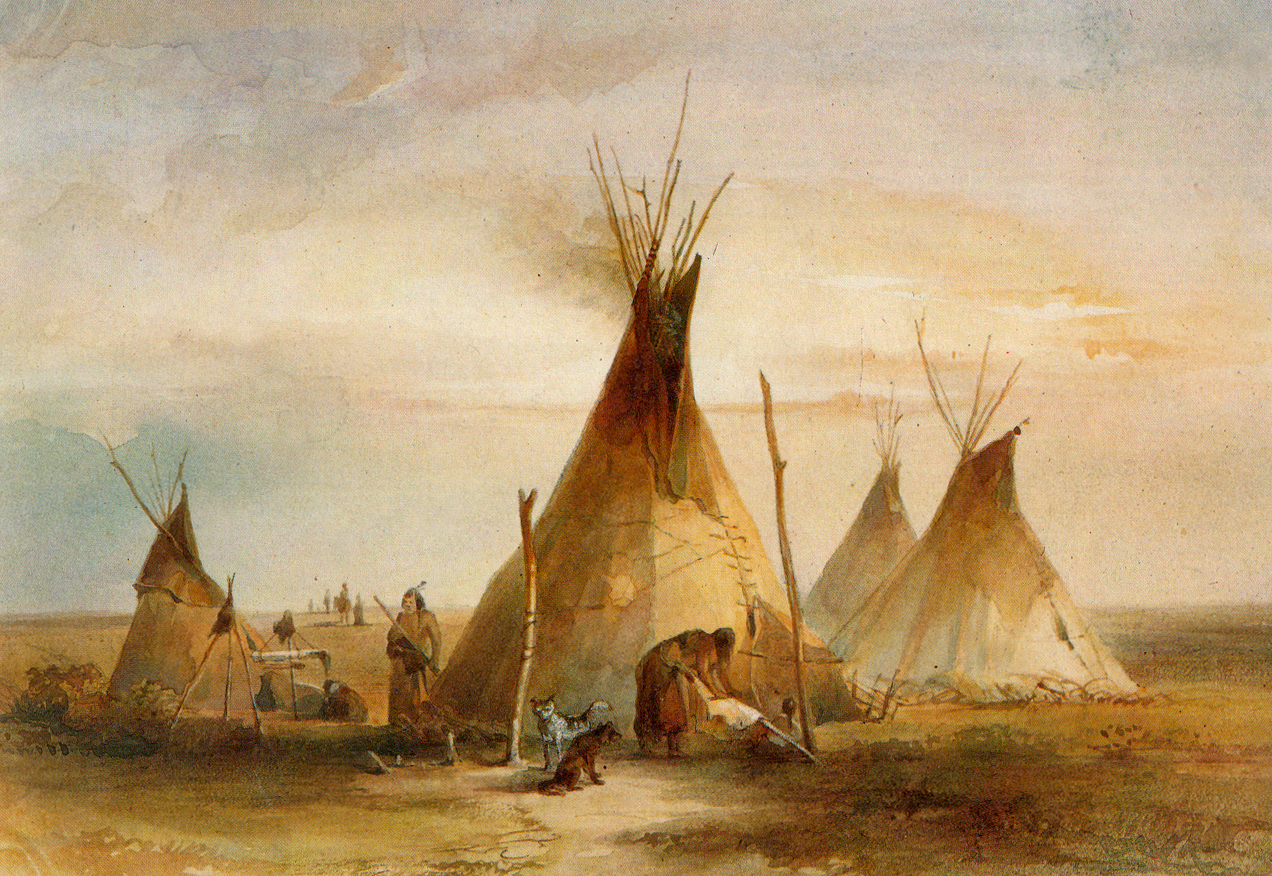
Tipis siux según una pintura de Karl Bodmer en 1833

Los tres grupos lingüísticos se distinguían entre ellos notablemente en el terreno cultural, puesto que pertenecían a tres realidades socioeconómicas diferentes:
- Los dakotas vivían en los bosques de Minnesota y su cultura era parecida a la de los winnebago, chippewa, fox y sauk. Vivían en casas largas de corteza, como la de los iroqueses, y cultivaban maíz y arroz a orillas de los lagos, pescaban y recogían frutas de los bosques.
- Los nakotas vivían en las orillas del río Misisipi y del río Misuri, y culturalmente eran similares a los arikara, mandan y hidatsa. Vivían en casas de tierra, grandes y con forma de cúpula, cultivaban y cazaban el bisonte americano. Hacían elaboradas decoraciones florales.
- Los lakotas eran indígenas de las llanuras y vivían en Dakota del Sur, con su centro de distribución en Paha Sapa (Black Hills [inglés] o Colinas Negras), consideradas como lugar sagrado para ellos. Vivían en tiendas de pieles decoradas con pinturas de cacerías y decoraciones geométricas.

En general, cazaban el bisonte y eran temibles guerreros, que pronto adoptaron el caballo y las armas de fuego. Arrancaban la cabellera de sus enemigos al igual que los arapajó, kiowa, comanche, crow, assiniboine, pies negros, nez percé y otras. Aun así, tenían fuertes vínculos de unidad entre ellos. Socialmente, se dividían en untiyospayes (‘bandas’) que se agrupaban en unaoyates (‘tribus’) que formaban un teton (‘grupo’).
A los mestizos los denominaban iyeskas (‘aquellos que hablan blanco’) y a los blancos, despectivamente, wasicus (‘perros ladrones’). Religiosamente, creían en Wakan (‘El gran misterio’). También adoraban a unk ksa (‘la tierra’) y temían a unk cegi (‘tierra morena’), un hombre peludo que se les aparecía cuando había peligro.
Por otra parte, mientras que los santee, como los chippewa, tenían sociedades guerreras como la Logia de la Medicina, los teton disfrutaban de un caudillo guerrero con bastante poder, cosa que no pasaba entre las otras tribus.
Todos ellos, pero mayoritariamente los tétones y los wiciyelas, celebraban la Danza del Sol y otras ceremonias espirituales. También cortaban cabelleras en batalla.
La autoridad del chamán era indiscutible, en religión, medicina y como conductor de ceremonias. La organización tribal era libre y democrática, presidida por el consejo de la tribu, por cuanto el caudillo guerrero escogido por aclamación popular solo era importante entre los teton. Socialmente, además, se dividían en clanes y la propiedad de la tierra era colectiva.

## Divisiones sociales

### Santee

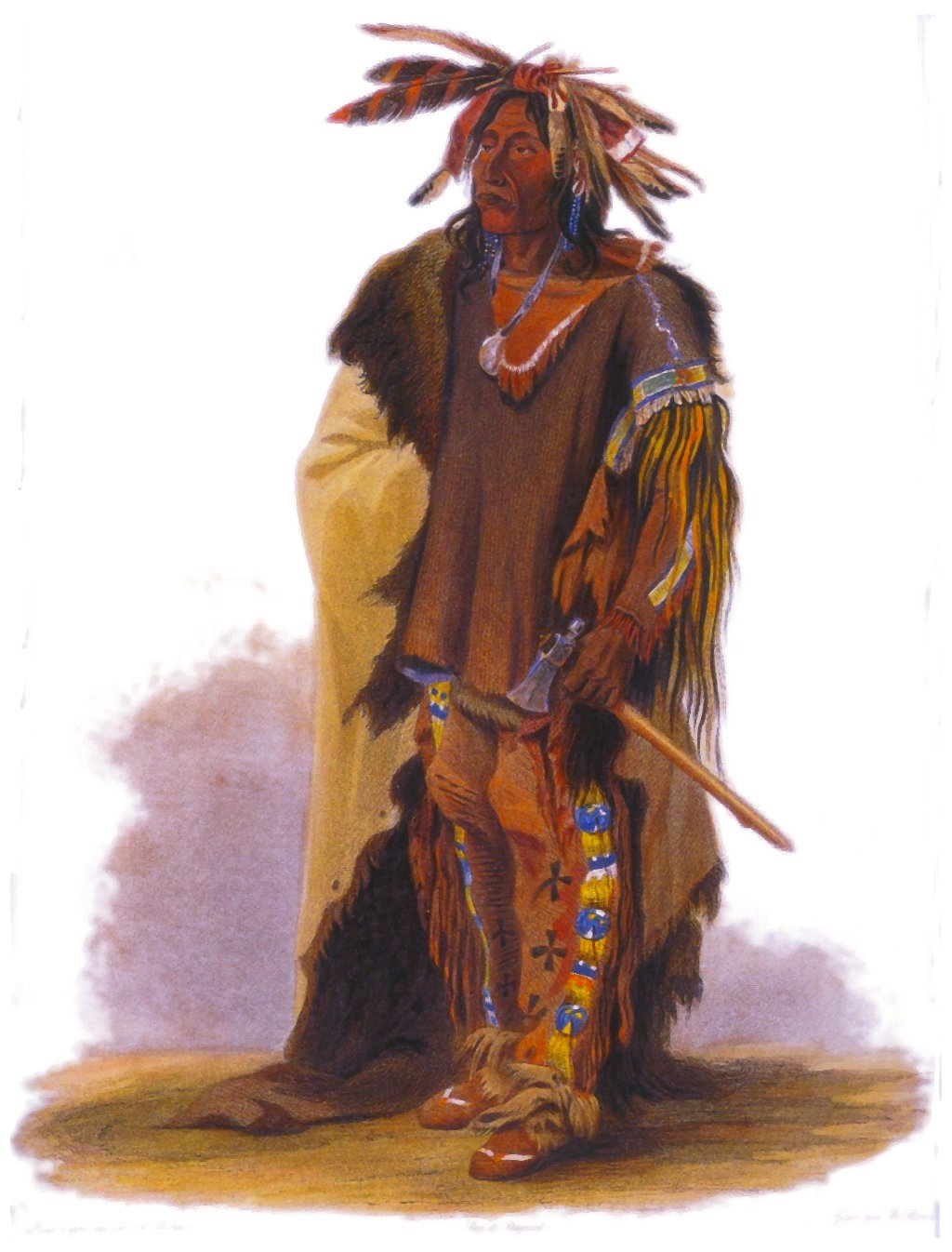
Guerrero dakota

Los siux santee (también conocidos como dakotas) migraron al norte y al oeste desde el sur y el este de Ohio hasta Minnesota. Los santee vivían en los bosques subsistiendo de la caza, la pesca y agricultura. La migración de los anishinaabe/chippewa desde el este en el siglo XVII y el XVIII, armados con rifles proporcionados por los franceses y los británicos, empujaron a los santee más hacia el interior de Minnesota y el oeste y el sur, dando lugar al nombre de Territorio Dakota a su expansión occidental al oeste del río Misisipi. Los santee del oeste obtuvieron caballos, probablemente en el siglo XVI (aunque algunos historiadores fechan la llegada del caballo a Dakota del Sur en 1720) y se movieron más al oeste, a las Grandes Llanuras, convirtiéndose en la tribu Titonwan y subsistiendo a partir de las manadas de bisontes y el comercio de maíz con sus parientes lingüísticos, los mandan y los hidatsa a lo largo del río Misuri.
En el siglo XIX, el ferrocarril transportó a muchos cazadores que exterminaron las manadas de bisontes, la principal fuente de alimento de los indígenas para forzar a los pueblos a establecerse de forma sedentaria. Los santee y los lakota fueron obligados a aceptar reservas (delimitadas por los blancos) a cambio del resto de sus tierras así como de ganado doméstico y maíz en vez de los bisontes de forma que se hicieron dependientes de los pagos anuales del gobierno federal estadounidense que quedaron garantizados por un tratado.
En 1862, después de la mala cosecha del año anterior y de la consiguiente hambruna en el invierno, el pago federal se retrasó. Los comerciantes locales no concedieron más créditos a los santee y el agente federal dijo a los santee que si querían podían comer hierba. Como resultado, el 17 de agosto de 1862 comenzó el levantamiento Sioux cuando unos pocos siux atacaron a un granjero blanco, lo que inició una serie de ataques sobre asentamientos blancos a lo largo del río Minesota. Unos 450 granjeros, principalmente inmigrantes alemanes, fueron masacrados hasta que las tropas del estado y federales contuvieron la revuelta. El 5 de noviembre de 1862, cortes marciales juzgaron y condenaron a la horca a 303 santee por la violación y asesinato de cientos de granjeros. El presidente Abraham Lincoln detuvo la pena de 285 guerreros y autorizó la ejecución de 38 santee, que fueron colgados el 29 de diciembre de 1862 en Mankato, Minnesota. Esta ha sido la mayor ejecución en masa en la historia de los Estados Unidos.
Durante y después de la revuelta, muchos santee dejaron Minnesota y el este de Dakota juntándose con sus parientes del oeste o estableciéndose en el valle del río James en una reserva que duró poco tiempo antes de ser forzados a trasladarse a la reserva de Crow Creek al este del río Misuri. A otros se les permitió permanecer en Minnesota y en Dakota, en pequeñas reservas que todavía existen en la actualidad (entre ellas, Sisseton-Wahpeton, Flandreau, y Devils Lake —Spirit Lake o Fort Totten—). Algunos acabaron en Nebraska, donde todavía hay una reserva de la Nación Siux.

### Lakota (Teton)
Los lakota o lakhota son un pueblo nómada que vivía en las márgenes del norte del río Misuri. Ellos son parte de la tribu siux.
A finales del siglo XVIII, estaban establecidos en la pradera central del subcontinente norteamericano. Con el tiempo y el empuje de los colonos de origen europeo se convirtieron en un pueblo nómada, ocupando lo que hoy son los estados de Minnesota, Dakota del Norte, Dakota del Sur, Nebraska y Wyoming. Se dividían en dos grandes grupos: los Dakota eran mayoritariamente agricultores, mientras que los lakotas se hicieron cazadores y pasaron a dominar una extensa zona de la pradera, sobre todo desde la llegada del caballo, introducido por los españoles en el continente americano. Su dominio se fue diluyendo a medida que la frontera de los Estados Unidos avanzaba hacia el oeste e iba eliminando los bisontes, fuente de la subsistencia de este pueblo. Las grandes batallas y conflictos no fueron más que el canto del cisne de unas tribus a las que se había privado de los medios de supervivencia y a quienes se les habían importado enfermedades y alcohol, que resultaron las principales causas de mortalidad.

## Historia

### Primer establecimiento

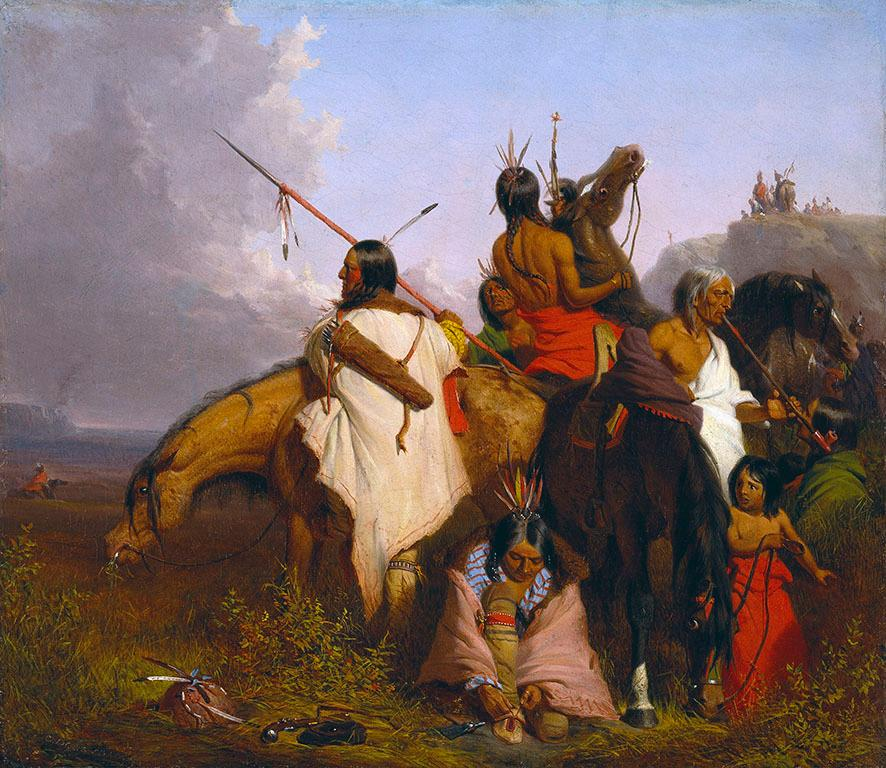
Un grupo de siux, pintura de Cherles Deas (1844).

Parece ser que antiguamente vivían en los márgenes del lago Superior con los winnebago y otras tribus siux como los omaha, kansas y quapaw. Empujados hacia el sur y oeste por los ojibwa y cree, quienes habían sido empujados de sus territorios hacia el año 1640 por los franceses e ingleses, de los que obtuvieron armas de fuego, las tribus siux marcharon aguas arriba del río Misisipí, desde donde alrededor del año 1700 una buena parte de la tribu marchó hacia las llanuras.
En 1640, fueron visitados por el francés Paul Le Jeune, quien los describió como pescadores y recolectores de arroz y maíz. Más tarde se separaron los wiciyela, y de estos los assiniboine (una fracción de los yanktonai) que marcharon hacia el sur. En 1700, fueron visitados nuevamente por un occidental, el francés Pierre Charles le Soeur. Hacia 1750, los teton cruzaron el río Misuri y se establecieron en Paha Sapa (Black Hills), considerado como su territorio sagrado. El personaje más destacado de esta época fue el sabio santee Wabasha (1718-1799).
La Compra de Luisiana en 1803 iniciaría la expansión blanca hacia su territorio. En 1804 recibieron la visita de la expedición de Lewis y Clark, y entraron en guerra con cree y chippewa, lo cual provocaría que los santee y wiciyela se aliaran con los británicos en la guerra del 1812, y que en 1815 firmaran el primer tratado con los Estados Unidos. Sin embargo, en general se mantuvieron al margen de los enfrentamientos con los blancos hasta el 1830. Entonces adquirieron caballos y armas de fuego, y aumentaron en número. En 1807, el español Manuel Lisa intentó enseñarles la agricultura y, en 1841, Agustine Revoux cristianizó a parte de los santee.
El yanktonai Wa-na-ta (1795-1848) fue el jefe más importante de la época; luchó en los fuertes Meigs y Stephenson (en Ohio) junto con los ingleses en la guerra del 1812, donde adquirió el grado de capitán y llegó a visitar Londres (en aquella guerra también lucharían los jefes Little Crow, Wapasha, Tamaha y Red Wing). Wa-na-ta fue hecho prisionero en 1820 en Fort Snelling y desde entonces fue un aliado de los Estados Unidos. Protegió a los arikara, caddo, hidatsa y mandan de los ojibwa y assiniboine, y se le consideró como jefe supremo de los dakota hasta su muerte en 1848.

### La Guerra de Little Crow
En 1851, se firmó el primer tratado de Fort Laramie, construido por los Estados Unidos en 1844, por el cual se permitía el paso de los pioneros blancos desarmados por territorio siux a cambio de mantener la posesión de las tierras. Pero pronto el tratado fue violado por la construcción de fortificaciones a lo largo de la ruta del río Platte. Entre 1850 y 1860, unos 150 000 colonos blancos invadieron el territorio santee de Nebraska, y en 1851 el jefe mdekhanton Wamditanka (o Big Eagle) fue obligado a abandonar las tierras de Iowa y Dakota a cambio de una reserva en Minnesota.
En 1854, un grupo de guerreros mató la vaca de un mormón, y como represalia el coronel William Harney los llevó condenados a Fort Laramie, tras matar a muchos de ellos. En 1855, se produjo una matanza en Blue Water (Nebraska) y, en 1858, un grupo de soldados recorrió Paha Sapa. Desde 1860 se les pidieron más tierras a los siux pero la Guerra de Secesión les dio un respiro.
Taoyate Duta (o Little Crow) había firmado diferentes tratados con los blancos, pero, en 1862, hubo malas cosechas y hambre entre los santee, razón por la cual el 18 de agosto se sublevaron, dirigidos por el santee Tsheton Wakawa Mande (‘Halcón que caza de pie’) o Little Crow/Taoyate Duta, y el mdekhanton Wamditanka/Big Eagle se sublevó contra el gobierno estadounidense.
El día 18, mataron a 20 hombres y capturaron a 10 mujeres y niños, y el 19 mataron a 25 soldados y atacaron Fort Ridgely con 400 guerreros, pero fueron repelidos. El día 22, volvieron con 800 guerreros contra 150 soldados y 25 civiles armados y artillería. El jefe Mankato continuó la lucha en New Ulm, donde mató a 200 colonos e hizo 200 prisioneros, a la vez que sitiaban a Birch Coulee los 1400 soldados de Henry Sibley. Pero, el 22 de septiembre de 1862, fueron vencidos en Wood Lake, donde murieron entre 7 y 15 guerreros, incluidos dos de sus principales jefes. Así, el 26 de septiembre, se rindieron. Fueron reagrupados, y unos 600 de los 2000 que quedaban fueron encadenados y confinados en un juicio sin garantías, donde 303 fueron condenados a muerte y 16 a largas penas de prisión. Los otros 1700 fueron confinados en Fort Snelling. El 26 de diciembre, fueron ejecutados 38 de los condenados y los otros permanecieron en prisión.
En la primavera de 1863, Taoyate Duta (o Little Crow), que se había escondido entre los siux del sur, marchó a Winnipeg para pedir ayuda a los británicos en la guerra, pero en junio murió a manos de los colonos de Minnesota, y su cabeza, expuesta en Saint Paul. Unos 770 santee fueron confinados en Crow Creek, donde ya había 1300.

### El Tratado de Fort Laramie

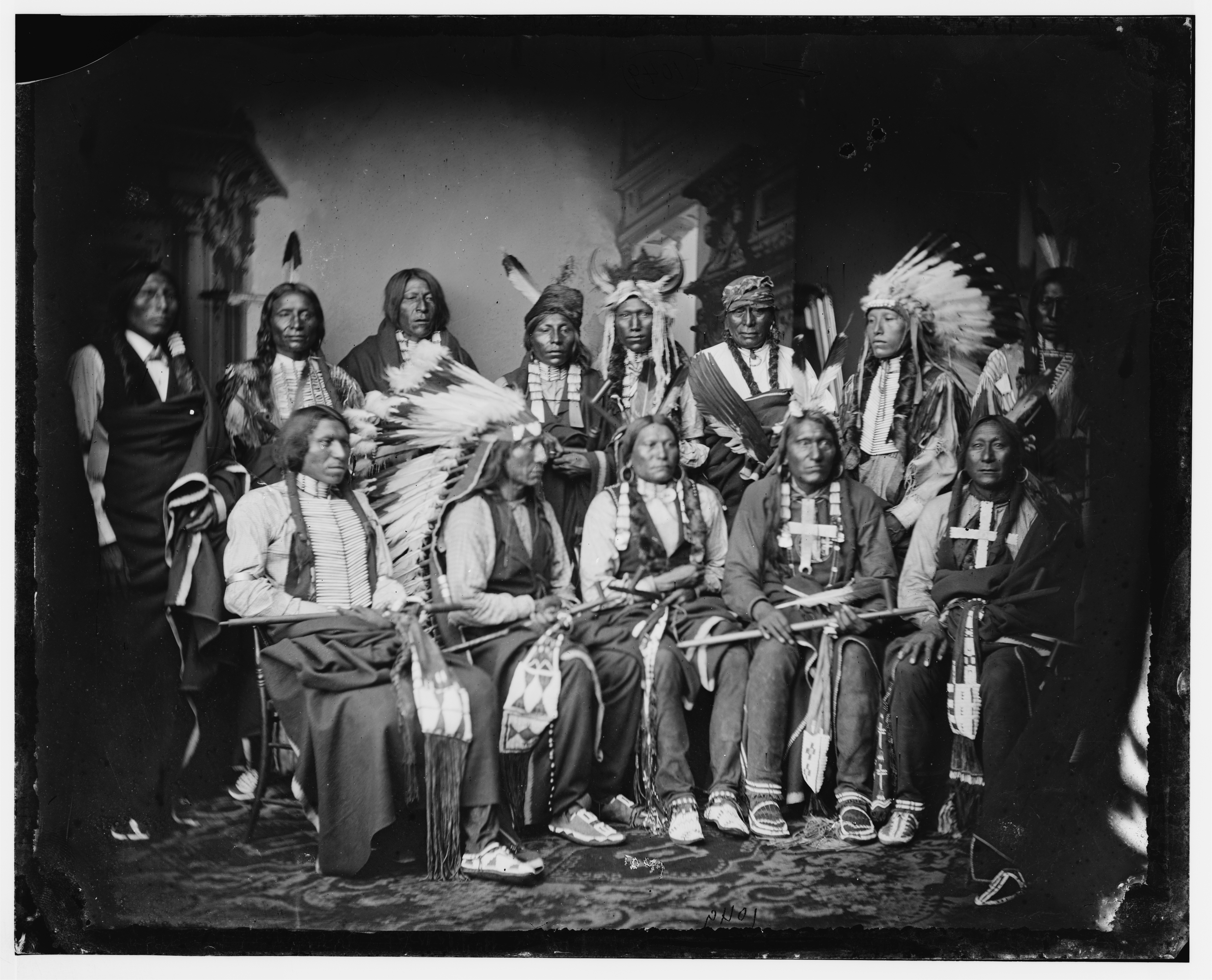
Red Cloud (sentado con tocado de plumas), junto a otros siux.

El siguiente paso de los Estados Unidos fue intentar abrir la ruta Bozeman hacia Montana (el denominado «camino de los ladrones»). Mahpiua Luta (o Red Cloud, 1822-1909), jefe de los oglala, firmó entre el 5 y el 16 de julio de 1866 el Tratado de Fort Laramie con Sinte Galeshka o Spotted Tail (quien en 1864 había atacado Julesbourg en Colorado) y el cheyene Dull Knife; pero se sublevaría contra los blancos entre 1866 y 1868 tras matar al jefe de los oglala Bull Bear, al que acusaba de ser demasiado amigo de los blancos; unos 3000 guerreros oglala y cheyen dirigidos por Caballo Loco o Tashunka Witko destrozarían un destacamento de caballería en Big Piney Creek y se enfrentarían el 17 de julio de 1866 en Fetterman (donde murieron 100 soldados y 200 nativos), el uno de agosto en Hayfield (donde murieron 20 indígenas) y Wagon Box, sitió Fort Phil Kearney. El 19 de septiembre de 1867, se firmó el Tratado de Platte City con Sinte Galeshka, Big Mouth y Pawnee Killer, pero Sherman propuso el traslado de los siux al norte de Misuri, y los Ciudad de Méxicos se negaron a firmar nada mientras los soldados no fueran retirados de la ruta de Bozeman. Finalmente, el 6 de noviembre de 1868, se firmó el nuevo Tratado de Fort Laramie, por el cual los blancos abandonaban los Fuertes Smith y Phil Kearney, en la región del río Powder, y los indígenas cedían todas las tierras salvo Paha Sapa. En el tratado se incluyó una cláusula que preveía la no cesión de tierra india si no es ejecutada y firmada por al menos las tres cuartas partes de todos los hombres adultos indígenas, interesados en el tema, cosa que fue muy criticada.
El 31 de mayo de 1870 (o 31/3/1870), Mahpiua Luta y Sinte Galeshka visitaron Washington y se entrevistaron con Ulysses S. Grant y Donehogawa o Ely Parker, de los cuales obtuvieron el derecho a permanecer en las tierras del río Platte. Sin embargo, en 1871 se descubrió oro, y entre 1872 y 1874 miles de blancos invadieron las tierras indias. En la primavera de 1875, ya había 3000 mineros junto con 20 000 indígenas, y se creó el Territorio de Dakota, para legalizar la emigración masiva. El 20 de septiembre, una comisión intentó comprar a los indígenas Paha Sapa, ofreciendo 400 000 dólares por año por la concesión minera o 6 millones de dólares en 15 años (tan solo una mina producía 500 millones de dólares por año) pero solamente fue Sinte Galeshka y no aceptó. Entonces, se decidió tomar estos terrenos por la fuerza, y los siux recibieron un ultimátum: los indígenas tendrán hasta el 31 de enero de 1876 para integrarse en las reservas (aquel año, se creó en Minnesota la reserva Flandreau Santee). El 8 de febrero de 1876, además, Crook y Terry con Sheridan organizaron una ofensiva a gran escala e iniciaron una nueva guerra.

### Las guerras de 1876-1878
El 17 de marzo de 1876, Crook ataca el campamento cheyene-oglala de Powder de White Bull, Old Bear y Two Moons, pero los indígenas les roban los caballos. A los márgenes del Rosebud se reúnen los jefes principales: Sinte Galeshka/Spotted Tail, el hunkpapa Tatanka Yotanka/Toro Sentado (1834-1890), quien había dispersado dos columnas de Patrick Connor en el río Powder en agosto de 1865, y los oglala Mahpiua Luta/Red Cloud y Tashunka Witko/Caballo Loco (1842-1877), y se aliaron con los sansarc, blackfeet, arapajó y cheyenes. Muchos mercenarios crow y shoshón murieron en esta guerra.
El 17 de junio de 1876, Crook y Tashunka Witko se enfrentan en los márgenes del Rosebud. Crook se retira en busca de refuerzos y los oglala marchan sobre los márgenes del Big Horn.
El 24 de junio de 1876, Pizi o Agalla y Tatanka Yotanka barren el séptimo de caballería del general Custer en Little Bighorn. Sheridan decide considerar a los indígenas de las reservas como prisioneros de guerra. A causa de la gran acumulación de soldados en el territorio (cerca de 100 000 hombres), algunos caudillos indígenas firman la paz. Así, el 15 de agosto, Mahpiua Luta y Sinte Galeshka firman un acuerdo por el cual renuncian a Paha Sapa y Powder River y son trasladados a Misuri.
El 25 de noviembre de 1876, los soldados atacan el campamento de Dull Knife, quien con un grupo de cheyenes se esconde con Tashunka Witko en Eder Creek. El 8 de enero de 1877 Nelson Miles los ataca en Battle Butler, pero consiguen escapar. Aun así, el 14 de abril de 1877 unos 900 miniconjou y oglala se rinden, y Tashunka Witko se refugia en las montañas.
El 5 de noviembre de 1877, Tashunka Witko fue hecho prisionero en Fort Robinson (Nebraska) y es asesinado por Little Big Man y William Gentles. Tatanka Yotanka huye a Canadá.
En 1878, se establecen las reservas de Wazi Ahanhan/Pine Ridge, Rosebud y Lower Brulé. El 17 de octubre de 1877, muchos seguidores de Toro Sentado volvieron, pero él con 186 seguidores no lo hará hasta el 19 de julio de 1881. Será internado en Fort Berthold, de donde será liberado el 22 de agosto de 1883, mientras Sinte Galeshka fue asesinado por uno de los suyos, Crow Dog, que lo acusaba de haberse vendido a los blancos y por un oscuro asunto de mujeres.
Mientras tanto, en 1874, la BIA los presionó para que vendieran tierras disminuyendo las raciones de alimentos, de forma que en 1875 accedieron (en gran parte a causa del hambre). Por la Black Hills Act del 28 de febrero de 1877 fueron obligados a ceder Paha Sapa; Mahpiua Luta y Sinte Galeshka aceptaron a cambio de una reserva de 40 millones de acres de la que no pidieron salir, pero no Tashunka Witko. Esto, no impediría a los blancos invadir el río Tongue y matar al jefe miniconjou Lame Deer. A la vez, en 1880 se creó la policía tribal en Pine Ridge y otras reservas para desmantelar el poder de las sociedades de jefes y de guerreros, a la vez que se prohibía el uso de armas de fuego excepto empleados del intendente de la reserva que nombraba la BIA. Además, entre 1872 y 1876 los búfalos fueron exterminados. En 1883, se prohibió el uso tanto de las lenguas nativas como de las prácticas religiosas bajo pena de prisión y restricción de alimentos.

### Internamiento en reservas
En 1882, Newton Edmundo intentó reducir el territorio siux desprestigiando a los caudillos. En 1888 y 1889, intentaron tomar 5 millones de hectáreas de Standing Rock, y enviaron al general Crook para presionarlos, puesto que Red Cloud y Toro Sentado se habían decidido a ceder más tierras. Entonces el presidente desmanteló la Gran Reserva Siux en las siete actuales. En 1887, les aplicaron la Allotment Act, que pretendía parcelar todas las reservas en 8275 propiedades individuales y terralistas en lotes de tierra comunal dentro la reserva. Cada indígena recibió 30 hectáreas para cultivo y uso, y así darles sentido de la propiedad, puesto que consideraban que la tierra era sagrada. La que sobró fue subastada, y en 30 años los siux perdieron las 29/5 partes de su territorio, así como 12 millones de hectáreas en parques naturales.
Hacia 1890, los caudillos miniconjou Kicking Bear/Matonskuii Anahkataka (1846-1904) y Mahpina Luta adoptaron las creencias de la secta Ghostdance, del paiute Wovoka, quien también convertiría a los caudillos Crow Dog de Rosebud y Big Foot de Cheyenne River (creada oficialmente en 1908 con Lower Brulé). Mato Anahtaka visitaría el 9 de octubre de 1890 a Toro Sentado y lo convertiría, ya como había hecho con el miniconjou Big Foot. Por esto fue expulsado de la reserva, y el 15 de noviembre Short Bull concentraría más de 3000 dakotas en Badlands, y Big Foot concentraría 600 en el río Cheyenne. El 15 de diciembre de 1890, Tatanka Yotanka fue asesinado a manos de la policía india y, dos días después, 100 hinkipunks se refugiaron en el campamento de Big Foot, quien decidió marchar a Pine Ridge, refugio de Mahpiua Luta. Pero, el 28 de diciembre de 1890, fueron interceptados por el mayor Whiteside y trasladados a Chankpe Opio Wakpala (Wounded Knee), donde se produjo una matanza el 29 de diciembre.

### Proceso de asimilación a la sociedad hegemónica

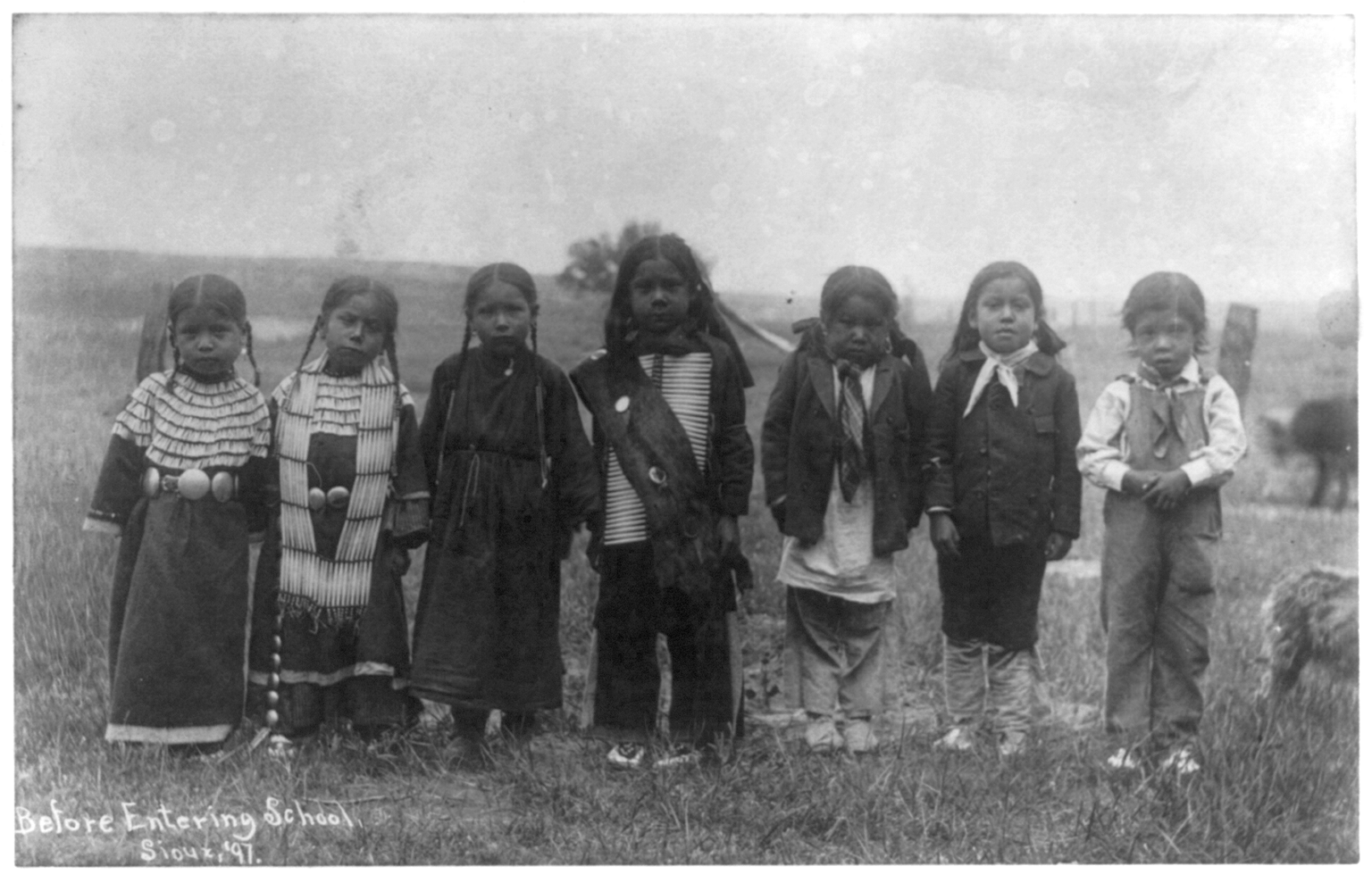
Niños siux a inicios del, fotografiados antes de ir a la escuela.

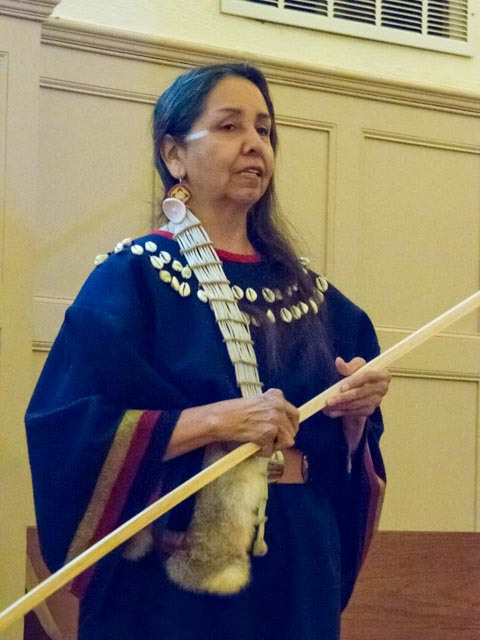
La activista y profesora de la nación siux Zumila Wobaga

La década 1890-1900 fue un periodo de melancolía y de privaciones. Desde 1900 muchos siux se bautizaron, como el mismo Alce Negro. Se dedicaron también a la agricultura y algo a la ganadería. De esta manera, hasta 1920 se aprobó un programa de lotes de comida y les dieron ayudas económicas.
El cristianismo y otras creencias sincréticas se fueron extendiendo entre los dakotas. Ya en 1852, S.R. Riggs compuso una Grammar and dictionnary of the lakota language, que facilitaría que en 1879 fuera traducida la Biblia al lakota, mientras que en 1878 se abría la Iglesia Episcopaliana de Pine Ridge. James Blue Bird (1889-) introdujo entre 1903 y 1904 la Iglesia nativa americana y el culto peyote; así se calcula que en 1990, bajo el liderazgo de Frank Takes Gun, el 40 % de los indígenas de Dakota del Sur son de culto NAC.
En 1914, se aprobó el acta de ciudadanía, por la cual se convertían en ciudadanos norteamericanos de pleno derecho, y algunos incluso lucharon como voluntarios en la Primera Guerra Mundial. Un total de 10 000 indígenas murieron luchando en la guerra, muchos de ellos siux, que participaron en la emisión de códigos en su lengua para que no fueran comprensibles para los alemanes. En 1927, sin embargo, se construyó el monumento a los cuatro presidentes en Monte Rushmore, territorio sagrado siux, lo que provocó muchas protestas.

## Nación Siux

Bandera de Pine Ridge (reserva de los indígenas lakota)

La nación Siux está dividida en tres secciones, estas secciones están divididas a su vez en otras más pequeñas:
- División Santee
  - Mdewakantonwan
  - Sisitonwan
  - Wahpekute
  - Wahpetonwan
- Yankton-Yanktonai
  - Ihanktonwan (Yankton)
  - Ihanktonwana (Yanktonai o Little Yankton)
  - Stoney (Canadá)
  - Assiniboine (Canadá)
- Lakota (Teton)
  - Hunkpapa
personajes destacables: Toro Sentado
  - Oglala
personajes destacables: Caballo Loco (Tasunka witko), Nube Roja (Makhpyia-luta), Alce Negro (Hehaka Sapa)
    - Payabya
    - Tapisleca
    - Kiyaksa
    - Wajaje
    - Itesica
    - Oyuhpe
    - Wagluhe

  - Sihasapa (Blackfoot Sioux)
  - Sichangu (francés: Brulé) ("burnt thighs")
    - Upper Sichangu
    - Lower Sichangu

  - Miniconjou
  - Itazipacola (francés: Sans Arcs "Sin arcos")
  - Oohenonpa (Two-Kettle or Two Boilings)